# Pachycraerus ritsemae
Pachycraerus ritsemae är en skalbaggsart som beskrevs av Sylvain Auguste de Marseul 1886. Pachycraerus ritsemae ingår i släktet Pachycraerus och familjen stumpbaggar. Inga underarter finns listade i Catalogue of Life.